# Central Washington Wildcats
A Central Washington Wildcats (más néven CWU Wildcats) a Washington állambeli Ellensburgban található Közép-washingtoni Egyetem tizenkét sportcsapatát összefogó, a National Collegiate Athletic Association másodosztályában, illetve a Great Northwest Athletic Conference-ben szereplő sportegyesület.

## Csapatok
|         | Ősz                                        | Tél        | Tavasz                           |
| Férfiak | Amerikai futball, Cross Country, rögbi     | Kosárlabda | Kosárlabda, rögbi, Track & Field |
| Nők     | Labdarúgás, Cross Country, rögbi, röplabda | Kosárlabda | Softball, rögbi, Track & Field   |

### Labdarúgás
Mivel a Great Northwest Athletic Conference bejelentette, hogy a 2005-ös idényt követően nem vesznek részt labdarúgó-mérkőzéseken, a Wildcats 2006-ban legnagyobb riválisával, a Nyugat-washingtoni Egyetem csapatával együtt a North Central Conference-hez igazolt, majd miután a GNAC 2008-ban visszavonta három évvel azelőtti döntését, az egyetemi csapatok is újra csatlakoztak.
A két csapat a Nyugat-washingtoni Egyetem focicsapatának 2009-es megszűnése előtt nem sokkal a seattle-i CenturyLink pályán megrendezett „Battle in Seattle” mérkőzéssorozaton játszott egymás ellen; a sorozat korábban a hagyományos egyetemi helyszíneken „Cascade Cup” néven lett megrendezve.
2009-ben a Wildcats 11–0-s eredménnyel zárt, ezzel a 2019-es általános idény egyetlen veretlen másodosztályú csapata lett. Az évad lezárta után nem sokkal a következő idényt megnyerő Bearcats of Northwest Missouri State ellen játszottak, amelyet szűken ugyan, de elvesztettek. A 2017-es évadban megismétlődött a 2009-es sikerszéria, ezáltal a Super Region 4 első helyére kerültek, így egy hétig nem kellett játszaniuk; ezután november 25-én a Texas A&M–Commerce Lions ellen álltak ki, azonban a sikeres első félidő ellenére a hosszabbításban kikaptak. A Texas A&M–Commerce Lions ezután a West Florida Argonautsszal versengett az első helyért.
1995-ben a Wildcats Jon Kitna quarterback pozíciójával a NAIA Football National Championship másodosztályának győztese lett.

### Softball
2008-ban Mallory Holtman és Liz Wallace lesegítették a pályáról Sara Tucholskyt, a Nyugat-oregoni Egyetem játékosát, miután az élete első pályafutása során megsérült. A mérkőzést a Wildcats elvesztette, ezzel számukra az idény befejeződött. Az eset országos figyelmet kapott, megjelent a The Ellen DeGeneres Show-ban, műsorra tűzte a CBS, a CNN és az ESPN is. A játékosok elnyerték az ESPY 2008-as Legjobb Sportjelenete díját, szerepeltek a Sports Illustratedben, továbbá a Jobb Életért Alapítvány óriásplakát-kampányában is láthatóak voltak.

### Rögbi
A CWU Rugby 1972-től 2013-ig egyetemi sportklubként működött, majd 2014 elején az egyetem bejelentette, hogy a továbbiakban válogatott csapatként működnek tovább; a csapat ezzel nagyobb nyilvánosságot kapott, mivel a tavaszi Varsity Cup Championshipet az NBC Sports élőben közvetíti.
Az 1972-ben alapított férfi rögbiliga különösen sikeres: számos elsőosztályú egyetemi csapatot (Washingtoni Egyetem, Washingtoni Állami Egyetem, Oregoni Egyetem és Oregoni Állami Egyetem) győztek le. A csapat 2013-ig a College Premier Divisionben játszott, majd a Varsity Cupban szerepeltek, ahol országos szinten hatodik helyet értek el.
A nemzeti mérkőzéseken elért sikerek miatt a rögbi a Wildcatsnek országos hírnevet hozott, például 1998 és 2001 között szerepeltek a Sweet 16-ben. Az Észak-Karolinai Állami Egyetem elleni 2001-es Sweet 16-meccsen a Wildcats 52-17 arányú győzelmet aratott, azonban az Elite 8-ban a Pennsylvaniai Állami Egyetem ellen 14-12 arányban kikaptak. 2007-ben a férfi rögbicsapatot országos szinten a tizedik helyre sorolták. A Wildcats a 2010–11-es évadot a hetedik, a 2012–13-ast pedig hatodik helyen zárta.
A Wildcats a hetes rögbiben is sikeres: a 2011-es Las Vegas Invitationön szerzett győzelmükkel továbbjutottak a Collegiate Rugby Championshipbe; itt Tim Stanfill vezetésével negyedik helyen végeztek, mellyel újra országos hírnévre tettek szert. A mérkőzéseket az NBC élőben közvetítette. Ugyanezen évben a USA Rugby Sevens Collegiate National Championships során hosszabbítás utáni vereségükkel második helyen zártak. Tim Stanfill 2012-ben elnyerte a Legértékesebb Játékos díjat, Patrick Blair forwarddal pedig az All-Tournament Team tagjai lettek. A CWU megnyerte a 2012-es Northwest 7 tornát, ezzel újra a USA Rugby Sevens Collegiate National Championshipsben játszhattak. 2013-ban szintén szerepeltek a bajnokságban, akkor az elődöntőig jutottak.
2012-ben a csapat vezetőedzője, Tony Pacheco a Collegiate All-Americans 7 program vezetőedzője lett. Pacheco, aki 2003-ban maga is a CWU rögbicsapatának tagja volt, Tim Stanfillt és Patrick Blairt Collegiate All-Americans státuszra jelölte, ezzel az 1999-es idényben játszó Scott Andersonnal háromra bővült a Wildcats azon rögbijátékosainak száma, akik elérték az All-American státuszt.

## Fordítás
Ez a szócikk részben vagy egészben  a   Central Washington Wildcats című angol Wikipédia-szócikk ezen változatának fordításán alapul.  Az eredeti cikk szerkesztőit annak laptörténete sorolja fel. Ez a jelzés csupán a megfogalmazás eredetét és a szerzői jogokat jelzi, nem szolgál a cikkben szereplő információk forrásmegjelöléseként.